# Darren Barnet
Darren Charles Barnet, född 27 april 1991 i Los Angeles, Kalifornien, är en amerikansk skådespelare. 
Han är bland annat mest känd för att ha haft mindre roller i This Is Us, S.W.A.T. och Criminal Minds samt för att ha spelat rollen som Paxton Hall-Yoshida i Netflixserien Never Have I Ever. Han har även en roll i filmen American Pie Presents: Girls' Rules.
Från tolv års ålder bodde Barnet i Orlando i Florida.

## Filmografi (i urval)

### Filmer
- 2020 – American Pie Presents: Girls' Rules
- 2021 – Untitled Horror Movie
- 2021 – Love Hard
- 2023 – Gran Turismo
- 2023 – Anyone But You
- 2024 – Road House

### TV-serier
- 2017 – This Is Us (TV-serie)
- 2017 – Criminal Minds (TV-serie)
- 2017 – S.W.A.T. (TV-serie)
- 2019 – Återförenade (TV-serie)
- 2020–2023 – Never Have I Ever (TV-serie)
- 2020 – Agents of S.H.I.E.L.D. (TV-serie)
- 2022 – Samurajkaninen: Berättelsen om Usagi (TV-serie) (röst)
- 2023 – Skull Island (TV-serie) (röst)
- 2023 – Blue Eye Samurai (TV-serie) (röst)